# Pink Pony Club
〈Pink Pony Club〉是美國創作歌手查普尔·罗恩的歌曲，於2020年4月3日由大西洋唱片發行，其後收錄在她的出道專輯《中西部公主的興衰》（2023年）。歌曲由羅恩與丹·尼格羅共同創作，曲風為流行、合成器流行、流行舞曲、強力流行、的士高流行，以及的士高。它描述出一位從家鄉田納西州搬到南加利福尼亞州的女性，在母親反對下仍然在西荷里活同性戀夜店跳舞的故事。
在羅恩推出收錄〈Pink Pony Club〉的專輯而人氣上升後，歌曲亦因其音樂創作及故事內容獲得廣泛好評。它在首次發行四年後取得商業成功，包括登上英國榜單冠軍，以及打進澳洲、加拿大、愛爾蘭、美國榜單前10位，並打進紐西蘭榜單前20位。在羅恩的家鄉美國，〈Pink Pony Club〉成為慢热型作品，與〈Good Luck, Babe!〉、〈Casual〉、〈Hot to Go!〉、〈Red Wine Supernova〉、〈Femininomenon〉以及〈My Kink Is Karma〉同時登上《告示牌》百大單曲榜，使她同時擁有七首在榜歌曲。在羅恩於《2025年葛萊美獎》表演〈Pink Pony Club〉後，歌曲最高登上美國單曲榜第8位。

## 背景與創作

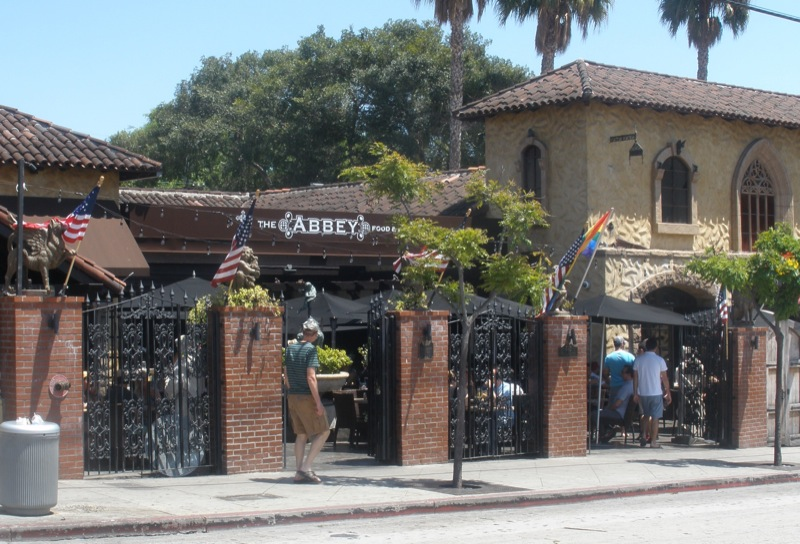
羅恩在2018年光顧位於加利福尼亞州西荷里活的同志酒吧The Abbey (酒吧)（2018年照片）後，獲得創作〈Pink Pony Club〉的靈感

查普尔·罗恩在2018年光顧位於加利福尼亞州西荷里活的同志酒吧the Abbey後，獲得創作〈Pink Pony Club〉的靈感。羅恩當時剛從家鄉密苏里州斯普林菲尔德搬到加州，認為這次的酒吧經歷是：「我第一次能夠真正做自己，而不會被指責」。她被在酒吧表演的Go-Go舞者吸引，並表示看到他們表演後：「激發了內心（某些東西）...我想成為一名Go-Go舞者。於是我就寫了一首歌」。羅恩在接受《Headliner》雜誌訪問時表示以前在斯普林菲爾德時難以接受自我：「我總是很難做自己，感覺會因為不同和有創造力而被指責」，並補充指酒吧對她來說是：「我在密蘇里州無法體驗到的東西...這完全是一次大開眼界的經歷，並從那時起改變了我的方向」。
〈Pink Pony Club〉是一首流行、合成器流行、流行舞曲、強力流行、的士高流行，以及的士高歌曲，講述一位從家鄉田納西州小鎮搬到南加利福尼亞州的女性，並首次在同性戀夜店中自由地跳舞的故事，故事靈感來自羅恩家鄉斯普林菲爾德的本地酒吧，酒吧的裝潢是「全部是鮮豔的粉紅色」。她的母親聽到這個消息後反對她的行為，對女兒說：「天啊，你做了什麼？」。然而即使母親反對，她仍然選擇繼續前行，表示：「我只是玩得開心」，並在《Capital Buzz》的分析中被形容為身處「能夠自由地完全做自己的安全地方」。

## 創作與發行
羅恩與丹·尼格羅花了兩天創作歌曲。罗恩當時的唱片公司大西洋唱片最初嘗試勸她打消發行歌曲的念頭，因為他們認為這首歌偏離羅恩過去的作品太多，這讓她「極為煩亂」，並開始「懷疑自己」。根據羅恩的說法，大西洋唱片從拒絕到最終同意發行這首歌的時間長達一年。〈Pink Pony Club〉於2020年4月3日正式發行，作為羅恩當時預定由大西洋推出的出道專輯主打單曲；然而專輯的發行計劃隨著她在八月被公司解約而擱置。在羅恩離開大西洋唱片後，歌曲〈Pink Pony Club〉、〈Love Me Anyway〉和〈California〉的母帶所有權均轉交給羅恩。2023年，〈Pink Pony Club〉和〈California〉獲收錄於她完成的出道專輯《中西部公主的興衰》中，並由小島唱片發行。

### 音樂影片
〈Pink Pony Club〉音樂影片由格里芬·斯托達德（Griffin Stoddard）執導，並在歌曲正式發行當天公開。影片迎來變裝皇后維多利亞·「Porkchop」·帕克和Meatball客串演出。羅恩在影片明顯面露緊張，並表示在製作過程中她「完全害怕」自己的表現。影片的場景設定在「中西部的酒吧」，羅恩、Porkchop和Meatball在酒吧的舞台上表演，面對一些穿著皮革的摩托车手，最終把他們變成皮革爸爸。根據《The Conversation》的喬納森·格拉芬-奧米拉（Jonathan Graffam–O'Meara）的分析，這部音樂影片代表著對於來自「在場所外等待表演者和觀眾的窒息壓迫現實世界」的酷兒群體來說，一種「表演的烏托邦潛能」。

## 專業評價
儘管〈Pink Pony Club〉在發行初期未獲得太多音樂評論家關注，但它在其後幾年間獲得一致好評。《Vulture》的麗貝卡·奧特（Rebecca Alter）在2021年讚賞歌曲，形容它為「具合成感而極具感染力的咆哮...這是一首脫衣舞者的頌歌，與〈濕濕小可愛〉和〈Twerkulator〉完美並列，只是它帶有多一點戲劇化風格」 。在對歌曲收錄專輯的樂評中，《Pitchfork》的奧利維亞·霍恩（Olivia Horn）稱〈Pink Pony Club〉為一個「大膽而喧鬧的流行作品，編織著關於在新環境中發現愛、性與自我的故事」。《衛報》的凱蒂王國和《英國廣播公司新聞部》的馬克·薩瓦格（Mark Savage）均把歌曲視為羅恩職業生涯首支熱門作品，並形容歌曲為解放性的酷兒派對頌歌。《Paste》的艾瑞克·班尼特（Eric Bennett）形容歌曲為「立刻令人難忘的藝術宣言」，並讚賞歌曲的副歌。羅恩在《Capital Buzz》回顧歌曲作為慢熱型作品的情況，從唱片公司給予負面評價至最初因為2019冠状病毒病疫情而導致商業失敗，表示：「（在疫情期間）發行一首同性戀夜店歌曲是最糟糕的時機。結果它竟然還產生這樣的影響。這就像是：『好吧，這意味著甚麼』」。
| 出版物     | 列表           | 排名 | 參考   |
| ---------- | -------------- | ---- | ------ |
| 《告示牌》 | 2024年百佳歌曲 | 32   | [ 27 ] |

## 現場表演
隨著羅恩的人氣上升，〈Pink Pony Club〉成為她在多個音樂節及表演的演唱歌曲。羅恩在多個美國大型音樂節上把它作為最後的演唱歌曲，包括Boston Calling Music Festival、Capitol Hill Block Party、Hinterland Music Festival、Outside Lands、Lollapalooza，以及Austin City Limits Music Festival。她亦在加拿大的Osheaga Festival上演唱歌曲。2024年3月21日，她在NPR音樂的小桌子音樂會上演唱了歌曲。2024年11月2日，羅恩在《週六夜現場》上演唱了歌曲。2025年2月2日，她在《第67屆葛萊美獎》表演了歌曲。2025年3月3日，她在艾爾頓·強的奥斯卡金像奖觀賞派對上與對方合唱了歌曲。

## 商業成績
在距離首次發行四年後，〈Pink Pony Club〉在2024年6月29日當週空降《告示牌》百大單曲榜第90位，成為一首慢热型作品。歌曲其後在2025年3月8日當週最高登上第8位 。
在英國，〈Pink Pony Club〉在2024年9月20日當週空降英國單曲排行榜第21位。歌曲在打進榜單第12週首次打進前10位，成功登上榜單第4位。三週後，在羅恩贏得「2025年全英音樂獎」兩個獎項後，歌曲於2025年3月7日當週打敗肯德里克·拉马尔的〈不像我们〉登上榜首，成為羅恩於當地首支冠軍單曲 。歌曲亦最高登上爱尔兰单曲榜亞軍 。
〈Pink Pony Club〉獲得美國唱片業協會雙白金唱片認證、並獲得加拿大音乐协会、紐西兰唱片音乐协会，以及英国唱片业协会的白金唱片認證。

## 榜單排名
| 榜單（2024年－2025年）                   | 最高 位置 |
| ---------------------------------------- | --------- |
| 澳洲（澳大利亚唱片业协会榜）             | 6         |
| 奥地利（Ö3四十强单曲榜）                 | 26        |
| 加拿大（Canadian Hot 100）               | 4         |
| 德国（德國官方單曲榜）                   | 67        |
| 希臘（IFPI）                             | 65        |
| 全球（Billboard Global 200）             | 16        |
| 冰島（冰島唱片業協會）                   | 26        |
| 愛爾蘭（愛爾蘭唱片音樂協會单曲榜）       | 2         |
| 黎巴嫩（黎巴嫩官方二十强榜電台榜）       | 12        |
| 立陶宛（AGATA）                          | 71        |
| 立陶宛（TopHit電台榜）                   | 84        |
| 荷兰（百强单曲榜）                       | 71        |
| 紐西蘭（新西兰唱片音乐协会）             | 11        |
| 奈及利亞（《TurnTable》Top 100）         | 85        |
| 菲律賓（Philippines Hot 100）            | 26        |
| 聖馬利諾（SMRRTV Top 50）                | 30        |
| 瑞典（瑞典最熱榜）                       | 58        |
| 瑞士（瑞士热门音乐榜）                   | 64        |
| 英國（官方榜单公司單曲榜）               | 1         |
| 美国（《告示牌》百大單曲榜）             | 8         |
| 美國（《告示牌》成人當代單曲榜）         | 21        |
| 美國（《告示牌》Adult Pop Airplay）      | 9         |
| 美國（《告示牌》Dance/Mix Show Airplay） | 24        |
| 美國（《告示牌》Pop Airplay）            | 5         |

| 榜單（2024年）         | 最高 位置 |
| ---------------------- | --------- |
| 立陶宛（TopHit電台榜） | 97        |

## 認證
| 地區                           | 认证    | 认证单位/销量 |
| ------------------------------ | ------- | ------------- |
| 澳大利亚（澳大利亚唱片业协会） | 白金    | 70,000‡       |
| 加拿大（加拿大音乐协会）       | 白金    | 80,000‡       |
| 新西兰（新西兰唱片音乐协会）   | 白金    | 30,000‡       |
| 英国（英国唱片业协会）         | 白金    | 600,000‡      |
| 美国（美國唱片業協會）         | 2× 白金 | 2,000,000‡    |
| ‡僅含認證的+實際銷量           |         |               |

## 發行歷史
| 地區   | 日期          | 形式              | 廠牌             | 參考          |
| ------ | ------------- | ----------------- | ---------------- | ------------- |
| 多國   | 2020年4月3日  | 線上下載 串流媒體 | 大西洋           | [ 70 ]        |
| 多國   | 2022年4月23日 | 線上下載 串流媒體 | 自行發行         | [ 71 ]        |
| 多國   | 2024年4月20日 | 七吋粉膠唱片      | 小島             | [ 72 ]        |
| 美國   | 2024年11月5日 | 當代流行電台      | 小島             | [ 73 ] [ 74 ] |
| 美國   | 2025年2月7日  | 七吋粉膠唱片      | Amusement Island | [ 75 ]        |
| 意大利 | 2025年2月7日  | 电台播放          | 小島             | [ 76 ]        |

## 資料來源
1. 1 2  Unterberger, Andrew. . Billboard. 2024-08-14  [2024-12-05] （美国英语）.
2. 1 2 3  . V. 2020-04-03  [2024-10-28]. （原始内容存档于2024-11-01） （美国英语）.
3. ↑  Kubota, Samantha. . Today. 2024-08-16  [2024-10-30]. （原始内容存档于2024-11-01） （英语）.
4. 1 2  Gustafson, Alice. . Headliner Magazine.   [2024-10-28]. （原始内容存档于2024-11-01）.
5. ↑  Spanos, Brittany. . Rolling Stone. 2022-10-27  [2025-02-14]. （原始内容存档于2025-02-05） （美国英语）.
6. 1 2 3  Shafer, Ellise. . Variety. 2023-09-22  [2024-08-28]. （原始内容存档于2024-08-28） （美国英语）.
7. ↑  Ryan, Patrick. . USA TODAY.   [2025-01-06] （美国英语）. A rapturous dance-pop anthem from Missouri native Roan, earnestly celebrating queer culture, acceptance and chasing your dreams.
8. ↑  Spanos, Brittany. . Rolling Stone. 2024-09-10  [2025-01-12] （美国英语）. ‘Pink Pony Club,’ a sparkling power-pop moment with two guitar solos…
9. ↑  Andrade, Sofia; Brodeur, Michael Andor; Richards, Chris. . The Washington Post. 2023-10-14  [2025-03-13]. ISSN 0190-8286. （原始内容存档于2025-01-07） （美国英语）.
10. ↑  Horn, Olivia. . Pitchfork. 2023-09-27  [2025-01-09] （美国英语）. The storied West Hollywood gay bar inspired ‘Pink Pony Club,’ a disco ball-dappled ode to escaping the suburbs for the California nightclubs.
11. ↑  . BBC News. 2024-04-09  [2025-02-13] （英国英语）.
12. ↑  . Stereogum. 2024-05-24  [2025-02-13] （英语）.
13. ↑  Gibbs, Audrey. . The Tennessean（英语：The Tennessean）. 2024-10-02  [2024-10-30]. （原始内容存档于2024-11-01） （美国英语）.
14. 1 2 3 4  Alter, Rebecca. . Vulture. 2021-05-27  [2024-10-28]. （原始内容存档于2021-05-28） （英语）.
15. ↑  Yohn, Madison. . Springfield, Missouri. 2023-02-17  [2024-10-30]. （原始内容存档于2024-11-01） （美国英语）.
16. 1 2  Prance, Sam. . Capital Buzz. 2024-08-19  [2024-10-30]. （原始内容存档于2024-11-01） （英语）.
17. ↑  Salles, Vanessa. . The Daily Shuffle. 2020-05-11  [2024-10-29]. （原始内容存档于2024-11-01） –Issuu （英语）.
18. ↑  Blistein, Jon. . Rolling Stone. 2024-09-10  [2024-10-28]. （原始内容存档于2024-09-10） （美国英语）.
19. ↑  . open.spotify.com.   [2025-01-27].
20. ↑  Greene, Shevon. . The Luna Collective. 2023-09-22  [2024-10-29]. （原始内容存档于2024-11-01） （美国英语）.
21. ↑  Breedon, Jakk. . A1234. 2020-04-03  [2024-10-29]. （原始内容存档于2024-11-01） （英国英语）.
22. ↑  Graffam–O’Meara, Jonathan. . The Conversation. 2024-07-09  [2024-10-29]. （原始内容存档于2024-11-01） （美国英语）.
23. ↑  Horn, Olivia. . Pitchfork. 2023-09-27  [2024-10-28]. （原始内容存档于2024-04-26） （美国英语）.
24. ↑  Empire, Kitty. . The Guardian. 2024-09-21  [2024-10-28]. ISSN 0261-3077. （原始内容存档于2024-09-30） （英国英语）.
25. ↑  Savage, Mark. . BBC News. 2024-04-09  [2024-10-28]. （原始内容存档于2024-11-01） （英国英语）.
26. ↑  Bennett, Eric. . Paste（英语：Paste (magazine)）. 2023-12-28  [2024-10-29]. （原始内容存档于2024-06-02）.
27. ↑  . Billboard. 2024-12-05  [2024-12-05].
28. ↑  Alterisio, Heather; DaPonte, Kristina; Jonas, Annie; Slane, Kevin. . Boston.com. 2024-05-24  [2024-10-30]. （原始内容存档于2024-11-01） （美国英语）.
29. ↑  Romano, Tricia. . The New York Times. 2024-07-24  [2024-10-30]. （原始内容存档于2024-08-07）.
30. ↑  Dehner, Tony; Fischels, Josie; King, Madeleine Charis; Mitchell, Cece; Pham, Lucius; Scanga, Anthony. . Iowa Public Radio（英语：Iowa Public Radio）. 2024-08-07  [2024-10-30]. （原始内容存档于2024-11-01） （英语）.
31. ↑  Harrington, Jim. . The Mercury News. 2024-08-12  [2024-10-30]. （原始内容存档于2024-11-01） （美国英语）.
32. ↑  Cross, Greta. . Springfield News-Leader（英语：Springfield News-Leader）. 2024-08-05  [2024-10-30]. （原始内容存档于2024-11-01） （美国英语）.
33. ↑  Kamnetz, Taylor. . Lone Star Live. 2024-10-14  [2024-10-30]. （原始内容存档于2024-10-14） （英语）.
34. ↑  Stoodley, Chris. . Yahoo News. 2024-08-08  [2024-10-30]. （原始内容存档于2024-11-01） （加拿大英语）.
35. ↑  Thompson, Stephen. . NPR. 2024-03-21  [2024-10-30]. （原始内容存档于2024-11-01）.
36. ↑  Chitwood, Adam. . TheWrap. 2024-11-03  [2024-11-03]. （原始内容存档于2024-11-10） （美国英语）.
37. ↑  Rude, Mey. . Out. 2025-02-02  [2025-02-05]. （原始内容存档于2025-02-05） （美国英语）.
38. ↑  Mier, Tomás. . Rolling Stone. 2025-03-03  [2025-03-14]. （原始内容存档于2025-03-03） （美国英语）.
39. ↑  . Billboard.   [2024-10-29]. （原始内容存档于2024-09-06） （美国英语）.
40. 1 2  "Chappell Roan Chart History (Hot 100)". Billboard.  [2025-03-03].（英語）.
41. 1 2  "Official Singles Chart Top 100". Official Charts Company.  （英語）.
42. 1 2  "Official Irish Singles Chart Top 50". Official Charts Company.  （英語）.
43. 1 2  . Recording Industry Association of America.   [2025-01-23] （英语）.
44. 1 2  . Music Canada.   [2024-09-30] （英语）.
45. 1 2  . Radioscope.   [2025-01-21]. 在“Search: ”栏输入“Pink Pony Club”。
46. 1 2  . British Phonographic Industry.   [2025-02-28] （英语）.
47. ↑  . Australian Recording Industry Association. 2025-03-10  [2025-03-07].
48. ↑  "Austriancharts.at – Chappell Roan – Pink Pony Club". Ö3 Austria Top 40.   （德語）.
49. ↑  "Chappell Roan Chart History (Canadian Hot 100)". Billboard.  [2025-03-12].（英語）.
50. ↑  "Chappell Roan – Pink Pony Club". GfK Entertainment charts.  Retrieved 2025-02-21.  （德語）.
51. ↑  . IFPI Greece.   [2025-02-19]. （原始内容存档于2025-02-19） （希腊语）.
52. ↑  "Chappell Roan – Chart history". Billboard.  Retrieved 2025-02-19. （英語）.
53. ↑  . Plötutíðindi.   [2025-02-15]. （原始内容存档于2025-02-15） （冰岛语）.
54. ↑  . The Official Lebanese Top 20.   [2025-02-10].
55. ↑  . AGATA. 2025-02-14  [2025-02-15] （立陶宛语）.
56. ↑  . TopHit.   [2025-03-13].
57. ↑  "Dutchcharts.nl – Chappell Roan – Pink Pony Club". Single Top 100.  （荷蘭語）.
58. ↑  . Recorded Music NZ. 2025-02-14  [2025-02-14].
59. ↑  . TurnTable.   [2025-03-12]. （原始内容存档于2025-03-12）.
60. ↑  . Billboard Philippines.   [2025-02-21].
61. ↑  . San Marino RTV. 2025-02-25  [2025-02-25]. （原始内容存档于2025-02-25） （意大利语）.
62. ↑  . Sverigetopplistan.   [2025-02-15].
63. ↑  "Swisscharts.com – Chappell Roan – Pink Pony Club". Swiss Singles Chart.  （英語）.
64. ↑   "Chappell Roan Chart History (Adult Contemporary)". Billboard.  [2025-03-15].（英語）.
65. ↑  "Chappell Roan Chart History (Adult Pop Songs)". Billboard.   [2025-03-09].（英語）.
66. ↑  "Chappell Roan Chart History (Dance Mix/Show Airplay)". Billboard.  [2025-02-22].（英語）.
67. ↑  "Chappell Roan Chart History (Pop Songs)". Billboard.  [2025-03-15].（英語）.
68. ↑  . TopHit.   [2024-11-01].
69. ↑  . Australian Recording Industry Association （英语）.
70. ↑  . Apple Music (US). 2020-04-03  [2024-10-29] （美国英语）.
71. ↑  . open.spotify.com.   [2025-02-04].
72. ↑  . Record Store Day.   [2025-02-04].
73. ↑  Cantor, Brian. . Headline Planet. 2024-11-05  [2024-12-11].
74. ↑  . Hits（英语：Hits (magazine)）. 2024-11-05  [2024-12-11].
75. ↑  . Island Records.   [2025-02-04]. （原始内容存档于2024-09-05）.
76. ↑  Mompellio, Gabriel. . EarOne. 2025-02-03  [2025-02-04] （意大利语）.